# Evening (magazyn)
Evening (jap. イブニング Ibuningu) – japoński dwutygodnik z mangami seinen, publikowany w latach 2001–2023, nakładem wydawnictwa Kōdansha. Ostatni numer ukazał się 28 lutego 2023, a część tytułów publikowanych w czasopiśmie została przeniesiona do serwisu Comic Days.

## Wydawane serie
| Tytuł                            | Autor                                 | Lata      |
| -------------------------------- | ------------------------------------- | --------- |
| Koi kaze                         | Motoi Yoshida                         | 2001–2004 |
| Sakuran                          | Moyoco Anno                           | 2001–2003 |
| Scout Seishirō                   | Norifusa Mita                         | 2001–2003 |
| Mister Ajikko II                 | Daisuke Terasawa                      | 2003–2012 |
| Moyasimon                        | Masayuki Ishikawa                     | 2004–2013 |
| Shamo                            | Izo Hashimoto, Akio Tanaka            | 2004–2015 |
| Yugo                             | Shinji Makari, Shū Akana              | 2004–2015 |
| Blood Alone                      | Masayuki Takano                       | 2005–2014 |
| Garōden                          | Baku Yumemakura, Keisuke Itagaki      | 2005–2010 |
| Yama onna kabe onna              | Atsuko Takakura                       | 2005–2010 |
| Yondemasuyo, Azazel-san          | Kubo Yasuhisa                         | 2007–2018 |
| All-Rounder Meguru               | Hiroki Endō                           | 2008–2016 |
| Moteki                           | Mitsurō Kubo                          | 2008–2010 |
| Captain Alice                    | Yūzō Takada                           | 2009–2013 |
| Noririn                          | Mohiro Kitō                           | 2009–2015 |
| Tōmei Axle                       | Norifusa Mita                         | 2009–2010 |
| Ōgari                            | Sachiko Aoki                          | 2010–2011 |
| Yoiko no mokushiroku             | Kei Aoyama                            | 2010–2011 |
| Aventurier                       | Takashi Morita                        | 2011–2013 |
| Battle Angel Alita Last Order    | Yukito Kishiro                        | 2011–2014 |
| Boys Be… Adult Season            | Masahiro Itabashi, Hiroyuki Tamakoshi | 2011–2013 |
| Hitsuji no ki                    | Tatsuhiko Yamagami, Mikio Igarashi    | 2011–2014 |
| Itoshi no Muco                   | Takayuki Mizushina                    | 2011–2020 |
| Sanzoku Diary                    | Kentarō Okamoto                       | 2011–2016 |
| Narihirabashi denki shōten       | Hisae Iwaoka                          | 2012–2013 |
| Sayonara, Tama-chan              | Kazuyoshi Takeda                      | 2012–2013 |
| Kasane                           | Daruma Matsuura                       | 2013–2018 |
| Shōta no sushi 2: World Stage    | Daisuke Teraasawa                     | 2013–2015 |
| Inuyashiki                       | Hiroya Oku                            | 2014–2017 |
| Deathtopia                       | Yoshinobu Yamada                      | 2014–2016 |
| Gunnm: Kasei senki               | Yukito Kishiro                        | 2014–2022 |
| Kaizoku to yobareta otoko        | Naoki Hyakuta, Sōichi Moto            | 2014–2017 |
| Kami-sama no Joker               | Michiharu Kusunoki, Mizu Sahara       | 2015–2016 |
| Op: Bezbarwne dni Itaru Yoake    | Kō Yoneda                             | 2016–2023 |
| Kannō-sensei                     | Motoi Yoshida                         | 2016–2023 |
| Sanzoku Diary SS                 | Kentarō Okamoto                       | 2016–2017 |
| Riū wo machinagara               | Ao Akato                              | 2017–2018 |
| Hayabusa chan mo tondemasu       | Mohiro Kitō                           | 2017–2023 |
| Sōsei no Taiga                   | Kōji Mori                             | 2017–2023 |
| Crusher Joe Rebirth              | Haruka Takachiho, Yu Harii            | 2017–2023 |
| Zapiski detektywa Kindaichi      | Shin Kibayashi, Fumiya Satō           | 2018–2023 |
| In Hand                          | Ao Akato                              | 2018–2020 |
| Raw Hero                         | Akira Hiramoto                        | 2018–2020 |
| Futari Solo Camp                 | Yudai Debata                          | 2018–2023 |
| Mizutamari ni ukabu shima        | Kei Sanbe                             | 2019–2021 |
| Gurazeni: Natsunosuke no seishun | Yūji Moritaka, Yōsuke Uzumaki         | 2020–2022 |
| Legal Egg                        | Homura Kawamoto, Yasoko Momen         | 2020–2021 |
| A-bout! Surf                     | Masa Ishikawa                         | 2021–2022 |